# Асія
Асія, або Азія (грец. Ασία, лат. Asia) — персонаж давньогрецької міфології.
Асія — океаніда, донька Океану та Тетії.  Дружина Япета, мати Прометея, Епіметея, Атланта і Менетія; за іншими даними Япет був чоловіком її сестри Клімени 
Асія — одна з нереїд.
Згідно з Геродотом, Асія — дружина Прометея, від якої походить назва частини світу Азія.
На честь Асії названий астероїд (67), відкритий 1861 року англійським астрономом Норманом Поґсоном у Мадраській обсерваторії. Назва пов'язана, з тим, що це був перший астероїд відкритий з території Азії.